# The Barberettes
The Barberettes (바버렛츠) sind ein südkoreanisches weibliches Gesangsduo aus Seoul, welches vor allem Stücke im Retrostyle Doo Wop aufführt. Die Gruppe hatte ihr Debüt 2012. Mit ihren Coverversionen knüpft sie an Hits aus den 1950er und 1960er Jahren an.

## Geschichte
Die Gruppe begann aus Lust am Singen im Oktober 2012, als Shinae An Wheeler auf die Idee kam, eine von alten Songs inspirierte Girlgroup ins Leben zu rufen. Wheeler und Grace Kim sangen schon für die gleiche Jazzband und die Dritte im Bunde – So Hee Park – begann, Gesangsstunden bei Wheeler zu nehmen. Im November 2015 verließ Grace Kim die Gruppe und wurde durch Sunnie Lee Kyeong ersetzt.
Die Instrumentalisten der Gruppe sind Sae Ha Lee (Piano), Hyun Park (Bass) und B. A. Wheeler (Schlagzeug), welcher den ursprünglichen Schlagzeuger Ji Young Kim ersetzte und in Doppelfunktion als Sound-Engineer und Co-Produzent fungiert.
Im März 2018 gab So Hee Park bekannt, dass sie die Gruppe verlässt, um ihren Horizont zu erweitern.

## Name
Den Namen „Barberettes“ wählte die Gruppe in Anlehnung an den A-cappella-Gesang im Barbershop-Stil. Da ihnen jedoch für ein Barbershop-Quartett ein viertes Mitglied fehlte, fügten sie das Suffix „-ettes“ an, das auch viele Girlgroups der 1950er und 1960er Jahre trugen.

## Stil
Ihr Musikstil lehnt sich an bekannte weibliche Gesangsgruppen wie The Andrews Sisters, The Chordettes und The Ronettes an. Bekannte von ihnen gecoverte Stücke sind dementsprechend Rum and Coca-Cola, Mr. Sandman, Be My Baby. Zu ihrem Repertoire gehören aber auch Weihnachtslieder wie Jingle Bells und Winter Wonderland, koreanische Gesangsstücke oder Valerie, das berühmte, durch Amy Winehouse gecoverte Stück der englischen Rock-Band The Zutons.

## Diskografie
Studioalben
- 2014: The Barberettes Volume 1 (EggPlant)
- 2016: The Barberettes (EggPlant)

EPs
- 2014: The Barberettes Carol: Hun Hun Christmas (EggPlant)
- 2015: Lonesome Christmas (EggPlant)

Kompilationen
- 2018: Seasons (EggPlant)

Singles
- 2015: Be My Baby (Coverversion)
- 2016: Time 2 Love (featuring Marty Friedman)
- 2016: Love Shoes (featuring Stuart Zender)
- 2018: Santa Is Busy